# Battle Born
Battle Born är det fjärde studioalbumet av det amerikanska rockbandet The Killers, utgivet den 18 september 2012. Uttrycket "Battle Born" syns på Nevadas delstatsflagga och är även namnet på bandets hemstudio där majoriteten av albumet spelades in.
Bandet samarbetade med fem olika producenter under inspelningen av albumet; Steve Lillywhite, Damian Taylor, Brendan O'Brien, Stuart Price och Daniel Lanois.

## Bakgrund
Efter att Day & Age World Tour avslutades i januari 2010, meddelade The Killers att de skulle göra ett uppehåll. Bandet avslutade uppehållet när de började att jobba på deras fjärde studioalbum i maj 2011 vid deras Las Vegas-studio. Efter ett års inspelning, avslöjade The Killers att albumet skulle ges titeln Battle Born. Inspelade låtar inkluderar låtarna "Battle Born", "Runaways", "Miss Atomic Bomb", "Heart of a Girl", "Flesh and Bone", "From Here on Out", "Here with Me", "A Matter of Time" and "The Rising Tide". Under inspelningen jobbade bandet med Steve Lillywhite, Damian Taylor, Brendan O'Brien, Stuart Price och Daniel Lanois. Albumet mixades av Alan Moulder som även arbetade på bandets två första album.

## Release
Battle Born släpptes den 17 september 2012 i Storbritannien, den 18 september i USA och den 19 september i Europa. I Sverige släpptes albumet redan den 14 september på Itunes. Singeln läckte ut på Tumblr endast timmar innan sin officiella förhandslyssning. Albumet kommer även att ges ut som vinylskiva samma datum. On June 7, 2012, The Killers released a trailer for their new album Battle Born. Den 16 augusti offentliggjorde The Killers Battle Borns låtlista.

## Singlar
Den första singeln från albumet är "Runaways", som premiärspelades på radio den 10 juli 2012. Singeln läckte ut på Tumblr endast timmar innan sin officiella förhandslyssning.

## Låtlista
Battle Born markerar första gången som någon annan än en medlem i bandet har varit med och skrivit texter på ett Killers-studioalbum; Daniel Lanois har skrivit på tre låtar, medan Fran Healy co-skrev "Here with Me".
| Nr  | Titel                     | Kompositör                                      | Producent(er)               | Längd |
| --- | ------------------------- | ----------------------------------------------- | --------------------------- | ----- |
| 1.  | Flesh and Bone            | Flowers                                         | Lillywhite, Taylor          | 3:59  |
| 2.  | Runaways                  | Flowers                                         | O'Brien, Lillywhite, Taylor | 4:04  |
| 3.  | The Way It Was            | Flowers, Keuning, Stoermer, Vannucci och Lanois | O'Brien                     | 3:51  |
| 4.  | Here with Me              | Flowers och Healy                               | O'Brien                     | 4:52  |
| 5.  | A Matter of Time          | Flowers, Keuning, Stoermer, Vannucci            | Taylor, Lillywhite          | 4:11  |
| 6.  | Deadlines and Commitments | Flowers                                         | Taylor                      | 4:22  |
| 7.  | Miss Atomic Bomb          | Flowers och Vannucci                            | Price                       | 4:53  |
| 8.  | The Rising Tide           | Flowers                                         | The Killers                 | 4:17  |
| 9.  | Heart of a Girl           | Flowers, Keuning, Stoermer, Vannucci och Lanois | Lillywhite, Lanois          | 4:34  |
| 10. | From Here on Out          | Flowers                                         | Lillywhite                  | 2:27  |
| 11. | Be Still                  | Flowers och Lanois                              | Taylor                      | 4:33  |
| 12. | Battle Born               | Flowers, Keuning, Stoermer, Vannucci            | Lillywhite                  | 5:13  |

| 13. | Carry Me Home                          | Flowers           | Price              | 3:45 |
| 14. | Flesh and Bone (Jacques Lu Cont Remix) | Flowers           | Lillywhite, Taylor | 5:45 |
| 15. | Prize Fighter                          | Flowers, Vannucci | Lillywhite         | 4:38 |

## Personal

### The Killers
- Brandon Flowers – sång, synthesizer
- Dave Keuning – gitarr, bakgrundssång
- Mark Stoermer – elbas, bakgrundssång
- Ronnie Vannucci – trummor, slagverk, bakgrundssång

### Ytterligare musiker
- Stuart Price – keyboard och programmering (7)
- Damian Taylor – keyboard och programmering (9 and 12)
- Las Vegas Master Singers; Antoinette Bifulco, Elizaveta Polyanskaya, Chiara DeJesus, Susan Easter, Jenna Tracey, Brian Neau, Jeff Stults, Jonathan Baltera, Kaymen Carter, Bob Tracey – bakgrundssång (9 och 12)
- Alissa Fleming – violin (12)
- Jennifer Eriksson – violin (12)
- Nate Kimball – trombon (15)
- Isaac Tubb – trumpet (15)

### Inspelningspersonal
- Steve Lillywhite – producent (1, 5, 9, 10 och 12), ytterligare produktion (2), mixning (9)
- Damian Taylor – producent (1, 5, 6 och 11), ytterligare produktion (2), mixning (1, 6, 11 och 12)
- Brendan O'Brien – producent och inspelning (2, 3 och 4), mixning (4)
- Stuart Price – producent och mixning (7)
- Daniel Lanois – producent (9)
- The Killers – producent (8)
- Robert Root - inspelning (1, 2, 5, 6, 7, 8, 9, 10, 11 och 12), mixning (1, 3, 8, 9 och 10)
- Alan Moulder – mixning(2, 5 och 12)
- Kenta Yonesaka - assisterande ljudtekniker (5 och 12)
- Catherine Marks - slutlig mixning (2)
- John Catlin - slutlig mixning (2)
- Felix Rashman - mixningsassistent (2)

### Omslag
- Warren Fu - art direction och design
- Martin Gomez - layout
- Williams + Hirakawa - fotografi
- Wyatt Boswell - ytterligare fotografier
- Kristen Yiengst - originalare
- Doug Joswick - omslagsproduktion